# 沖縄県道181号伊江島空港川平線
沖縄県道181号伊江島空港川平線（おきなわけんどう181ごう いえじまくうこうかわひらせん）は沖縄県国頭郡伊江村東江前の伊江島空港と川平とを結ぶ一般県道。

## 概要

### 区間
- 起点：国頭郡伊江村字東江前（伊江島空港）
- 終点：国頭郡伊江村字川平（沖縄県道180号伊江川平線）
- 総延長：4.24km（実延長も同じ）

### 通過自治体
- 国頭郡伊江村（伊江島）

### 交差する道路
- 沖縄県道225号伊江島環状線（伊江村西江前）
- 沖縄県道180号伊江川平線（終点）

### 主要施設
- 伊江島空港（起点）
- アーニーパイルの碑（伊江村川平）

## 歴史
- 1974年（昭和49年）に海洋博覧会事業として伊江島空港建設に合わせて村道から昇格、指定された。